# Dysdera satunini
Dysdera satunini là một loài nhện trong họ Dysderidae.
Loài này thuộc chi Dysdera. Dysdera satunini được miêu tả năm 1990 bởi Dunin.